# École, collège et lycée Saint-François
L’école, collège et lycée Saint-François, dit le Juvénat (et plus simplement le Juvé), est un établissement catholique français, privé sous contrat avec l’État, d’enseignement élémentaire et secondaire. Il est situé sur la frontière franco-suisse à Ville-la-Grand (Haute-Savoie). Il s'agit d'un ancien séminaire créé par les missionnaires de Saint François de Sales (MSFS) en 1920. 
Il accueille notamment les élèves de la primaire (CM1), jusqu'en terminale. Il est classé meilleur lycée de France, par le journal Le Monde en 2016.

## Histoire

### Avant 1920
L’aumônerie est l’endroit le plus ancien, on y trouve un pressoir, datant de 1553 et gravé aux armes de la maison de Grailly. En ce qui concerne l’école, les parties plus anciennes se dressent à l’emplacement des communs du château des Grailly, disparut en 1582.
Puis, dans la deuxième partie du XVIIIe siècle, une résidence de campagne genevoise fut construite sur une autre partie des communs : c’est l’actuel bâtiment du lycée.
Quand la Révolution française éclata, elle s’étendit sur le duché de Savoie et imposa aux prêtres de lui jurer fidélité. Le curé de Ville-la-Grand (le père Jean-François Perret) s’y refusa et devint alors « prêtre réfractaire ». Il dut donc officier en secret. C’est au Juvénat, appelé alors « château des Ponts » qu’il célébra la messe dès le 16 août 1795.
Vers la fin du XIXe siècle, le château des Ponts devint la propriété des Sœurs de Saint Vincent de Paul. Il fut transformé en orphelinat pour filles. Les sœurs modifièrent l’aspect des bâtiments en créant des dortoirs et en ajoutant une chapelle dédiée à Sainte Crescentienne, dont les reliques enchâssées ornaient l’autel. Cette chapelle est aujourd’hui la salle d’étude du lycée (il n’y a plus ni autel ni reliques).
En 1903, les missionnaires de Saint François de Sales, revenus en France, cherchèrent une grande bâtisse qui pourrait abriter un petit séminaire. En 1919, la présence d’une chapelle ainsi que de dortoirs, les décida à acquérir la propriété qui devint le Juvénat de Ville-la-Grand.

### Fondation du Juvénat
Les missionnaires de Saint François de Sales ouvrirent l’école en novembre 1920 avec 34 élèves. Cette école était un juvénat (petit séminaire), préparant les enfants à devenir prêtres et plus spécialement missionnaires de Saint-François. Sur les 34 premiers élèves, la moitié, soit 17, devinrent prêtres. À son début, l’école n’avait que trois classes : 7e (CM2), 6e et 5e. Tous les professeurs étaient des religieux et les élèves étaient internes.
Dès l’année suivante, l’école va gagner quelques élèves, en 1954, on comptait 55 élèves. Ils suivaient un « enseignement classique », c’est-à-dire intégrant latin et grec ancien. À côté des enseignements religieux et scolaires, les enfants devaient participer aussi aux travaux des vignes (qui entourent toujours le Juvénat mais ne lui appartiennent plus), du jardin et des prés.
Jusqu’en 1967, les Prêtres et les élèves, cohabitaient avec des sœurs de la Croix de Chavanod, qui s’occupaient de la cuisine et du linge pour les religieux et les internes.

### Pendant la Seconde Guerre mondiale
De par sa position unique, à cheval sur la frontière franco-suisse, et à vingt minutes à pied de la gare d’Annemasse, le Juvénat joua pendant les années d’occupation fasciste, un rôle éminent de lieu de refuge et de passage vers la Suisse neutre. Mais au-delà de sa position, c’est grâce aux pères Louis Favre et Gilbert Pernoud ainsi qu'au frère Raymond Boccard, que fut mis en place les passages clandestins de pourchassés.
Dès la fin de 1941 et jusqu’à l’occupation de la zone libre, ce sont surtout des Hollandais, la plupart officiers de réserve, qui voulaient rejoindre le consulat de Hollande à Genève. Après l’effondrement de l’occupation italienne en septembre 1943, la période noire commence : à mesure que l’occupation allemande augmente, l’afflux de fugitifs se fit de plus en plus important. La grande majorité de ces fugitifs étaient Juifs, traqués uniquement à cause de leur religion (près de 90 % du total d’après le père Frontin, directeur de l’époque). Le passage en Suisse se faisait par le franchissement du mur d’enceinte du Juvénat, entre deux rondes de douaniers. Le Frère Raymond Boccard servait de guetteur depuis une fenêtre située au Sud (pour signaler les policiers ou miliciens français) et depuis une autre, ouverte à l’ouest pour prévenir des patrouilles de gardes-frontières allemands ou italiens. Lorsque la voie était libre, il retirait son béret. Les clandestins qui attendaient au pied du mur avec le père Favre ou le père Pernoud avaient environ deux minutes et demi pour franchir la frontière, avant le retour des patrouilles.
Le jeudi 3 février 1944, vers 16h 30, une dizaine de soldats allemands investissent le séminaire pour procéder à l’arrestation de l’un des pères, qui travaillait pour la Résistance (et non pas pour les activités de passeur de fugitifs). Ils ne savent pas s’il s’agit du père Favre ou du père Favrat, les deux noms étant proches. Le père Favre, étant prévenu trop tard pour passer la frontière, se réfugie dans les toilettes des élèves. Les odeurs troublent les chiens allemands qui ne le trouvent pas. Peu avant 23 heures, il est arrêté. Selon le père Mercier, élève à l’époque, il se serait rendu de peur que les Allemands mettent le feu à l’école. Mais la version du père Pernoud est plus vraisemblable : « Affaibli dans sa résistance physique par quatre heures de stationnement en manche de chemise dans un cabinet glacial, dégoûté peut-être de prolonger une lutte qu’il sentait sans issue, peut-être aussi par un motif supérieur de charité pour ses confrères et la maison, le père Favre, qui était sans doute venu se chauffer au radiateur brûlant de la salle de récréation, n’esquissa même pas un geste de fuite, alors qu’il pouvait entendre depuis un moment les pas et les cris qui se rapprochaient. Et c’est là, debout dans la salle de récréation, que ses assaillants, surpris et rageurs, le découvrirent. ».
Il fut emmené avec le père Favrat. Celui-ci a été rapidement libéré. Après six mois de torture pendant lesquels il ne donne ni nom ni information, le père Favre est finalement exécuté à Vieugy le 16 juillet 1944, quelques semaines avant la Libération du département. Dès le lendemain de l’arrestation, l’école est vidée et réquisitionnée par les Allemands.
L’aide au franchissement de la frontière a contribué à sauver selon les différentes estimations de « plus d’un millier » à « bien plus de deux milliers » de vies. Le nombre de 2 000 fugitifs secourus a été retenu sur la plaque commémorative apposée sur la façade de l’école en 1987.
Le père Louis Favre fut élevé au rang de Juste parmi les nations à titre posthume en 1986. Le père Gilbert Pernoud et le Frère Raymond furent élevés au rang de Juste parmi les nations le 30 avril 1987,. Le père Frontin fut élevé à ce rang à titre posthume, le 27 mai 2011.

### Depuis 1945

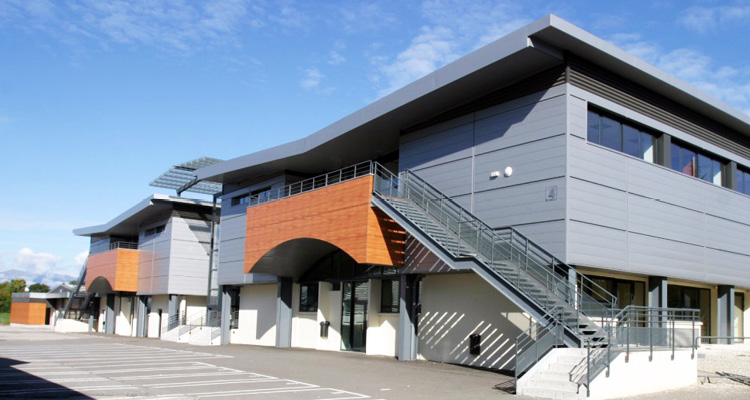
Cours Aile Ouest Juvénat.

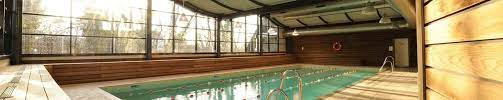
Piscine Gymnase Juvénat.

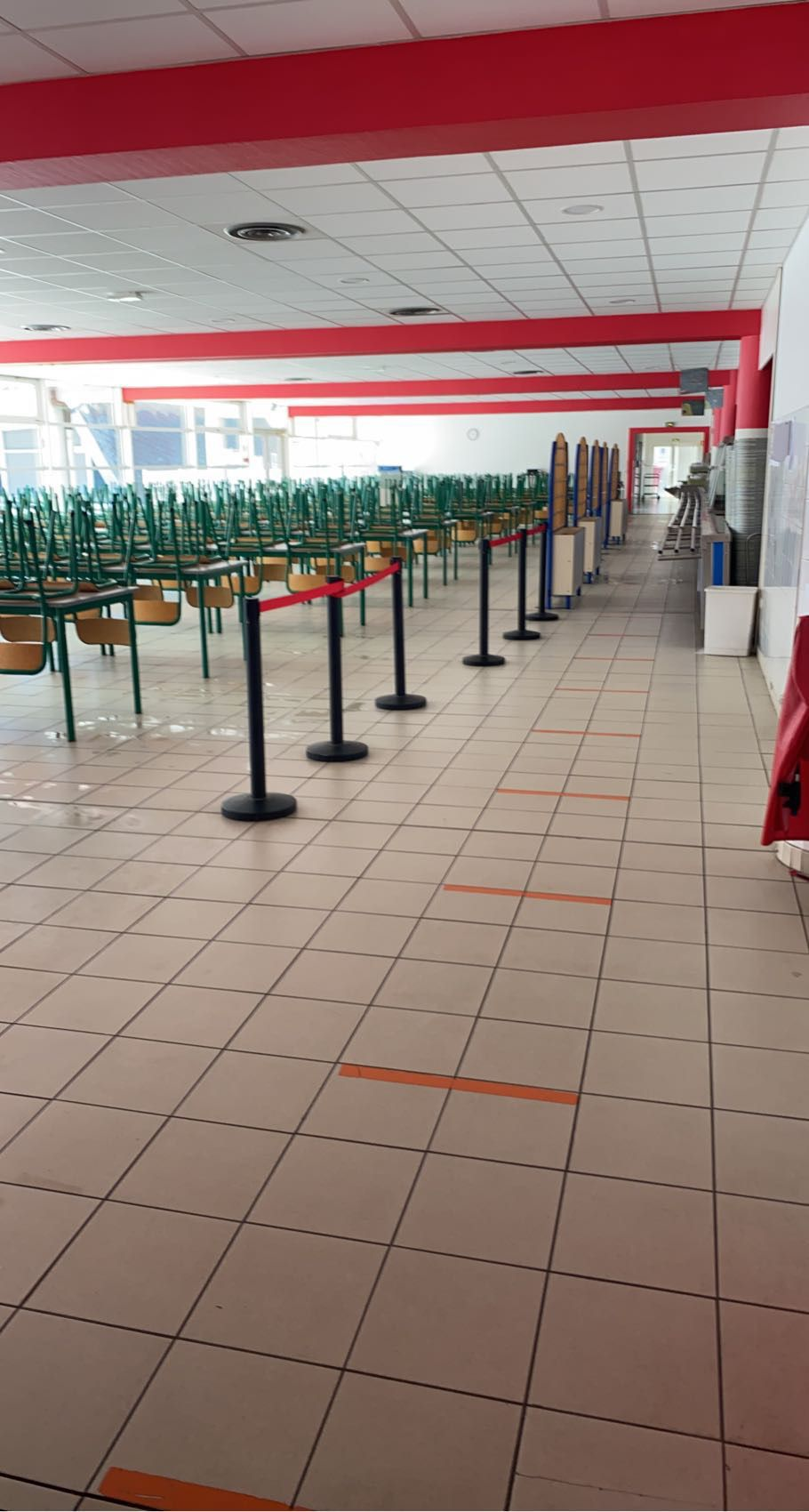
Self principal Juvénat.

Après la Seconde Guerre mondiale, le Juvénat se transforme. D’abord dans sa finalité : dès 1950, ce n’est plus uniquement un petit séminaire, mais une école où tous les garçons désirant ou non devenir prêtres sont autorisés à entrer. Ensuite dans ses formes : l’établissement est agrandi sur le jardin des prêtres. C’est aussi à cette époque que les pères firent aménager les combles au-dessus de l’internat, et s’installent au deuxième étage (qu’ils occupent toujours). Vers 1953-55, une ferme est construite, le rez-de-chaussée servait d’étable, et le premier étage de fenil. C’était aux élèves de soigner les bêtes, mais aussi de s’occuper du jardin et des champs.
En 1958, un laïc devient enseignant, et en 1960, l’État français passe contrat avec le Juvénat qui devient alors « l’école secondaire privée Saint-François de Sales ».
Le nombre d’élèves grandissant, un premier préfabriqué s’éleva en 1955 et fut complété d’un deuxième en 1960. La ferme fut réhabilitée en cinq classes en 1963. La nouvelle chapelle fut terminée en 1964, et bénie par monseigneur Sauvage, évêque d’Annecy. Petit à petit, elle servit aussi de salle de conférence puis de salle de théâtre et de cinéma.
En 1967, un nouveau préfabriqué est construit, servant initialement pour les 4e et 3e, puis pour les salles de technologie et d’arts plastiques. Cependant, si le nombre d’élèves ne cesse d’augmenter, toutes les classes ne sont pas assurées : jusqu’en 1966, il n’y avait pas de terminale. En 1967, Le Juvénat devient mixte pour les élèves mais aussi pour les professeurs.
En 1972, les bâtiments de 4e/3e et celui de 5e, ainsi que le gymnase et la piscine sont construits.
En 1977, pour la première fois, le chef d’établissement n’est plus un religieux : c’est un laïc, M. Maillet qui resta à la direction du Juvénat jusqu’en 1992. Les deux directeurs suivants, André Claret (de 1992 à 2009) et Guénaël Morio (depuis 2009) sont eux aussi des laïcs.
Le bâtiment de 6e est construit en 1989. En 1990, le CDI (centre de documentation et d’information) en libre accès, remplace la bibliothèque dont les livres n’étaient accessibles que par l’intermédiaire d’un responsable.
En 1993, l’internat ferme ses portes. En 1994-1995, une importante étape de rénovation et de démolition commence : le château est rénové et accueille les classes de lycée, les préfabriqués des années 1960 sont démolis et remplacés par un bâtiment de trois étages accueillant au rez-de-chaussée un self, aux premier et deuxième étages, des salles de sciences, et au troisième étage, un CDI.
En 2007, le gymnase et la piscine sont rénovés, le stade est construit.
En 2009, un étage est ajouté aux bâtiments du collège pour de nouvelles classes et un CDI collège.
En 2010-11, quatre nouvelles salles de science sont ajoutées, et le self est rénové.
En juillet 2015 commença la construction d'un nouveau bâtiment, qui devrait accueillir dès la rentrée 2017 des salles spécialisées (salles de technologie, d'arts plastiques, de musique et d'informatique) ainsi que des salles de classe et un auditorium. Ce bâtiment se trouvera à l'emplacement de la « ferme ».

## Formations et actions périscolaires

### Actions humanitaires
Avec les missionnaires de Saint François de Sales, le Juvénat contribue à l’association Fides India, afin d'aider les enfants pauvres de l’État de Karnataka (Inde) à accéder à l’éducation.

### Classement du lycée
Le Ministère de l'Éducation nationale publie pour chaque établissement les résultats des Indicateurs de valeur ajoutée des lycées (IVAL). Pour le lycée général et technologique, en 2024, « 100 % des 276 élèves présents au baccalauréat ont obtenu leur diplôme », 86 % d'entre-eux ont obtenu leur diplôme avec mention. Par ailleurs, « taux d'accès de la seconde au baccalauréat constaté est inférieur de 4 points au taux attendu », soit 87 % au lieu de 91 %.
Selon le classement établit par Le Parisien / Aujourd'hui en France, le lycée se classe 4e place au niveau départemental, sur 26 établissements, en 2025 (chiffres de 2024), obtenant une note de 13,88 sur 20 reposant sur « le nombre de spécialités disponibles dans ce lycée, son taux de réussite, le taux de mentions, la diversité du profil social des élèves de lycée ou encore sa valeur ajoutée », tout en indiquant s'appuyer en partie sur les indicateurs IVAL.
En 2016, le lycée Saint-François était classé meilleur lycée de France par Le Monde avec 100 % de réussite aux trois filières générales du bac. Ce classement s’établit sur quatre critères : le taux de réussite au baccalauréat, le taux d’accès de la première au bac, le taux d’accès de la terminale au bac et la « valeur ajoutée » (qui compare le taux de réussite au bac du lycée, par rapport au taux attendu).

## Personnalités liées au Juvénat

### Enseignants
- RP Louis Favre (1910-1944), ancien élève, devenu professeur, prêtre et résistant. Chevalier de la Légion d’honneur. Juste parmi les nations[8].
- RP Gilbert Pernoud (1901-1978) professeur de lettres et d’allemand, prêtre et résistant. Juste parmi les nations[9].
- Frère Raymond Boccard (1904-1996) religieux, jardinier et résistant. Juste parmi les nations[10].
- RP Pierre Frontin, directeur pendant la Seconde Guerre mondiale. Juste parmi les nations[11].